# On Somebody
On Somebody è un brano musicale della cantante statunitense Ava Max, pubblicato il 30 dicembre 2019 come singolo promozionale.
La cantante ha annunciato il brano e la sua data di pubblicazione su Instagram insieme alla data di uscita della canzone Alone, Pt. II con Alan Walker.

## Classifiche
| Classifica (2020) | Posizione massima |
| ----------------- | ----------------- |
| Croazia           | 80                |